# ARD-Brennpunkt
ARD-Brennpunkt ist eine Programmergänzung der Fernsehsender Das Erste und Tagesschau24, die am 6. Januar 1971 erstmals unter dem Titel Im Brennpunkt gesendet wurde. Diese Sendung wird bei wichtigen Ereignissen ausgestrahlt und ergänzt die Berichterstattung der aktuellen Nachrichtensendungen.

## Konzept
Ein „Brennpunkt“ kommt zum Einsatz, wenn an einem aktuellen Thema ein besonders großes Informationsbedürfnis besteht, das im Rahmen der Berichterstattung in den Regelinformationssendungen nicht ausreichend erfüllt werden kann. „Brennpunkte“ bieten vertiefende Hintergrundinformation und schreiben die Aktualität fort.
Die Sendung wird je nach Anlass meistens nach der 20-Uhr-Ausgabe der Tagesschau gesendet und hat einen Umfang von etwa 15 Minuten. Daher kommt es zu Verzögerungen im eigentlich geplanten Programm. Bei außergewöhnlichen Geschehnissen wie den Terroranschlägen am 11. September 2001 in den USA kann diese Sendung auch tagsüber gesendet werden und länger andauern. Der Brennpunkt bietet neben den normalen Beiträgen auch Hintergrundinformationen sowie Interviews mit Experten, Schaltungen zu Korrespondenten und Liveübertragungen mit Kommentar.
Neben der Sondersendung Brennpunkt hat die ARD seit März 2020 die Sondersendung ARD Extra ins Programm genommen. Anlass hierfür war die COVID-19-Pandemie in Deutschland. Die Sendung behandle im Gegensatz zum Brennpunkt keine Eilmeldungen, sondern habe „aufklärenden Charakter“.

## Produktion
Die Sendung wird jeweils von der Landesrundfunkanstalt der ARD produziert, die für das Gebiet zuständig ist, das dem Ereignis geographisch zuzuordnen ist. So wird der ARD-Brennpunkt beispielsweise vom Bayerischen Rundfunk (BR) hergestellt, wenn ein Ereignis Bayern betrifft, da dies das Sendegebiet des BR ist, oder Italien, da der BR für die Berichterstattung aus Italien innerhalb der ARD zuständig ist. Bei wichtigen Ereignissen, die geographisch nicht zuzuordnen sind, übernimmt eine Landesrundfunkanstalt die Herstellung, die über besondere thematische Kompetenzen verfügt. So wurde beispielsweise der ARD-Brennpunkt zum Rücktritt von Jürgen Klinsmann als Bundestrainer vom WDR produziert, da dieser auch die ARD-Sportsendung Sportschau produziert. Bei politischen Ereignissen in Berlin produziert das ARD-Hauptstadtstudio den ARD-Brennpunkt.
Dementsprechend sind je nach produzierender Landesrundfunkanstalt unterschiedliche Moderatoren im Einsatz. Unter anderem wird diese Sendung von Catherine Vogel (WDR), Ellen Ehni (WDR), Gunnar Breske (MDR), Andreas Cichowicz (NDR), Christian Nitsche (BR), Ute Brucker (SWR), Susanne Stichler (NDR), Markus Preiß (ARD-Hauptstadtstudio), Andreas Bachmann (BR), Stefan Niemann (NDR) oder Hülya Deyneli (HR) präsentiert.
Anlässlich des Rücktrittes von Horst Köhler als Bundespräsident produzierten ARD und ZDF am 31. Mai 2010 eine teilweise gemeinsam ausgestrahlte Sendung, die im ZDF als ZDF spezial lief. Moderiert wurde der gleichzeitig ausgestrahlte Teil mit Interview der Bundeskanzlerin Angela Merkel von Ulrich Deppendorf (ARD) und Bettina Schausten (ZDF).
Die Titelmusik von ARD-Brennpunkt ist dem Eröffnungstrack Astronomy Domine des Debütalbums The Piper at the Gates of Dawn von Pink Floyd aus dem Jahr 1967 entnommen. Komponist des Tracks war Syd Barrett.
Mit der Sendung zur Landtagswahl in Bayern 2018 am 15. Oktober 2018 präsentierte sich der Brennpunkt mit einem neuen Logo sowie einem neuen Design, das statt orange auf blau als Hauptfarbe setzt.

## Besondere Vorkommnisse
Am 11. März 2011 wurde nach den Tōhoku-Erdbeben in Japan eine 41-minütige, vom NDR produzierte, Ausgabe gesendet. An den sechs darauffolgenden Tagen gab es jeweils eine Ausgabe zu der daraus resultierenden Nuklearkatastrophe von Fukushima.
Während einer vom WDR produzierten Sendung am 6. November 2024 zur Präsidentschaftswahl in den Vereinigten Staaten 2024, angesetzt für 45 Minuten, kündigte der deutsche Bundeskanzler Olaf Scholz die Entlassung seines Finanzministers Christian Lindner an. Nach 48 Minuten wurde auf das aktuelle Thema gewechselt; die eigentlich geplante Sendung Maischberger wurde als kurze Schalte in die Sendung integriert. Die Sendung ging letztlich eine Stunde und 58 Minuten.

## Kritik
Im Dezember 2013 wurde der Negativpreis „Goldener Günter“ in der Kategorie „ARD-Problem des Jahres“ den ARD-Brennpunkten verliehen. Kritisiert wurde u. a. das Ansetzen von Brennpunkten bereits dann, wenn sie noch „keine weiteren Erkenntnisse liefern können“.